# A Pousa (Junquera de Ambía)
A Pousa es un lugar español situado en la parroquia de Armariz, del municipio de Junquera de Ambía, en la provincia de Orense, Galicia.

## Demografía
| Gráfica de evolución demográfica de A Pousa entre 2000 y 2022 |
|                                                               |
| Datos según el nomenclátor publicado por el INE.              |